# Bruant roux
Emberiza rutila
Espèce
Statut de conservation UICN

 LC  : Préoccupation mineure
Le Bruant roux (Emberiza rutila) est une espèce de la famille des Emberizidae.

## Systématique
Le nom scientifique complet (avec auteur) de ce taxon est Emberiza rutila Pallas, 1776.
Ce taxon porte en français le nom vernaculaire ou normalisé suivant : Bruant roux,.
Emberiza rutila a pour synonyme :
- Schoeniclus rutilus (Pallas, 1776)